# La desnacionalización de la moneda
La desnacionalización de la moneda es un libro de 1976 de Friedrich Hayek, en el cual el autor abogó por el establecimiento de monedas privados emitidas competitivamente. En 1978, Hayek publicó una edición revisada y ampliada titulada Denationalization of Money: The Argument Refined, donde especuló que, en lugar de mantener un número inmanejable de monedas, los mercados convergirían en una o solo un número limitado de normas monetarias, en las cuales se basarían las instituciones en base a su calificación de solidez.

## Descripción
Según Hayek, en lugar de la emisión de una moneda específica por un gobierno nacional, uso que se impone a todos los miembros de su economía por la fuerza en la forma de moneda de curso legal, las empresas privadas deberían ser autorizadas a emitir sus propias formas de dinero y decidir cómo hacerlo por su propia cuenta.

## Sinopsis
Hayek defiende un sistema de moneda privada en el cual las instituciones financieras crean monedas que compiten por la aceptación. La estabilidad en el valor se presume que es el factor decisivo para la aceptación. Hayek parte de la suposición de que la competencia favorecerá a las monedas con la mayor estabilidad en el valor, ya que una moneda devaluada perjudica a los acreedores, y una moneda revalorizada perjudica a los deudores. Por lo tanto, los usuarios elegirían la moneda que esperan que les pueda ofrecer una intersección mutuamente aceptable entre la depreciación y la apreciación. Hayek sugiere que las instituciones pueden encontrar a través de la experimentación que una amplia cesta de productos básicos constituye la base monetaria ideal. Las instituciones emitirían y regularían su moneda principalmente a través de préstamos y, en segundo lugar, a través de actividades de compra y venta de divisas. Se postula que la prensa financiera informará diariamente sobre si las instituciones están administrando sus monedas dentro de una tolerancia previamente definida. La propuesta de Hayek ha sido citada por los economistas George Selgin, Richard Timberlake y Lawrence White.

## Crítica
El economista Milton Friedman criticó los escritos de Hayek sobre la reforma monetaria de los años setenta. Observando la enérgica defensa de Hayek de la evolución de la "mano invisible" que según Hayek creó mejores instituciones económicas de las que podría crear el diseño racional, Friedman señaló la ironía de que Hayek estaba proponiendo reemplazar el sistema monetario así creado con una construcción deliberada propia. Además, señaló Friedman, no hay nada en la legislación actual que impida el intercambio bilateral voluntario a través de cualquier medio libremente aceptado por dos partes.
En una revisión del libro de 1977, el economista David H. Howard también señaló que Hayek se olvidó de abordar la medida en que las instituciones monetarias existentes evolucionaron para satisfacer necesidades económicas reales. Además, afirma Howard, el régimen de monedas competitivas de Hayek puede dar como resultado el establecimiento de un nuevo monopolio similar al sistema existente. Según Howard, Hayek no consideró los costos reales y otras ineficiencias de un sistema de monedas competidoras que podría conducir a tal resultado.
El economista de la escuela austríaca Lawrence H. White criticó la suposición de Hayek de que las monedas más estables ganarían la aceptación del mercado.